# Resolució 1754 del Consell de Seguretat de les Nacions Unides
La Resolució 1754 del Consell de Seguretat de les Nacions Unides, adoptada per unanimitat el 30 d'abril de 2007 després de reafirmar totes les resolucions anteriors del Sàhara Occidental, el consell va ampliar el mandat de la Missió de Nacions Unides pel Referèndum al Sàhara Occidental (MINURSO) per sis mesos fins al 31 d'octubre de 2007.

## Resolució

### Observacions
El Consell de Seguretat va reafirmar la necessitat d'una solució duradora i mútua per al problema del Sàhara Occidental que proporcionaria l'autodeterminació de la població del territori. Tant el Marroc com el Front Polisario i els estats regionals van ser convidats a cooperar amb les Nacions Unides per posar fi al destí polític i arribar a una solució a la disputa de llarg termini.
El preàmbul de la resolució també va acollir amb satisfacció els esforços "seriosos i creïbles" de Marroc per resoldre la controvèrsia, i també una proposta presentada pel Front Polisario.

### Actes
Totes les parts van ser cridades a respectar els acords militars aconseguits amb la MINURSO pel que fa a un alto el foc i entrar en negociacions sense condicions prèvies. Es va demanar als Estats membres que consideressin contribuir a mesures de foment de la confiança per facilitar un major contacte entre persones, com ara visites familiars.
El mandat de la MINURSO es va ampliar i el secretari general Ban Ki-moon fou instruirït per informar sobre la situació al Sàhara Occidental abans del 30 de juny de 2007. A més, també va rebre instruccions Per garantir un major compliment de la política de tolerància zero amb l'explotació sexual entre el personal de la MINURSO.